# Laughlin AFB, Texas
Laughlin AFB là một nơi ấn định cho điều tra dân số (CDP) thuộc quận Val Verde, tiểu bang Texas, Hoa Kỳ. Năm 2010, dân số của nơi này là 1569 người.

## Dân số
- Dân số năm 2000: 2225 người.
- Dân số năm 2010: 1569 người.